# Palazzata di Simone Gullì
La Palazzata di Simone Gullì è stata una cortina di edifici della città di Messina, in stile barocco, opera dell'architetto Simone Gullì, che venne distrutta dal terremoto del 1783.

## Profilo e storia dell'architettura
Nel 1579, la Strada della Marina tracciata sotto il mandato del viceré di Sicilia Marco Antonio Colonna fu ben presto fiancheggiata da una palazzata non perfezionata.
Il completamento prospettico degli aggregati di edifici ebbe luogo nel periodo a cavallo tra il 1622 ed il 1624, su incarico del viceré di Sicilia Emanuele Filiberto di Savoia. Comprendeva diciotto porte monumentali a due ordini che mettevano in collegamento il fronte della Marina con i quartieri interni della città. La serie di tredici edifici, stilisticamente omogenei erano contraddistinti dalla facciata scandita da quattro ordini di aperture e dalla lunga teoria di finestre e balconi.
L'intera cortina si configurava come un enorme edificio di 267 interassi: nel primo ordine 267 finestre, nel secondo e terzo ordine 267 balconcini sormontati da timpani alternati per serie e sfalsati per livello (ad arco o triangolo), nel quarto ordine 267 piccole finestre rettangolari.
Il complesso delle strutture subì gravissimi danni in seguito alle numerose scosse sismiche note come terremoto della Calabria meridionale del 1783.
La Palazzata o Cortina è spesso indicata col termine Teatro Marittimo per via del suggestivo e grandioso colpo d'occhio offerto, quale scenografica e colossale quinta, all'osservatore o visitatore proveniente dal mare. Il termine genera spesso confusione per l'esatta localizzazione dei monumenti non più esistenti con la generica indicazione di teatro, luogo proprio adibito a spettacoli, e col Teatro delle Munizioni (ubicato vicino alla Pieve di San Giuliano), sala d'armi della città poi riconvertito ad uso di teatro.
Costituiva l'estremità meridionale della Palazzata o Teatro Marittimo il Palazzo Reale, la cui area è oggi identificabile con le strutture della Dogana o Porto Franco.

## Porte monumentali
Gli edifici omogenei della Palazzata di Simone Gullì sono stati collegati da porte monumentali a due ordini fiancheggiate da colonne sul classico modello degli archi trionfali romani.
- Porta dell'Assunzione: corrispondente all'asse viario con l'episcopio.

## Galleria d'immagini

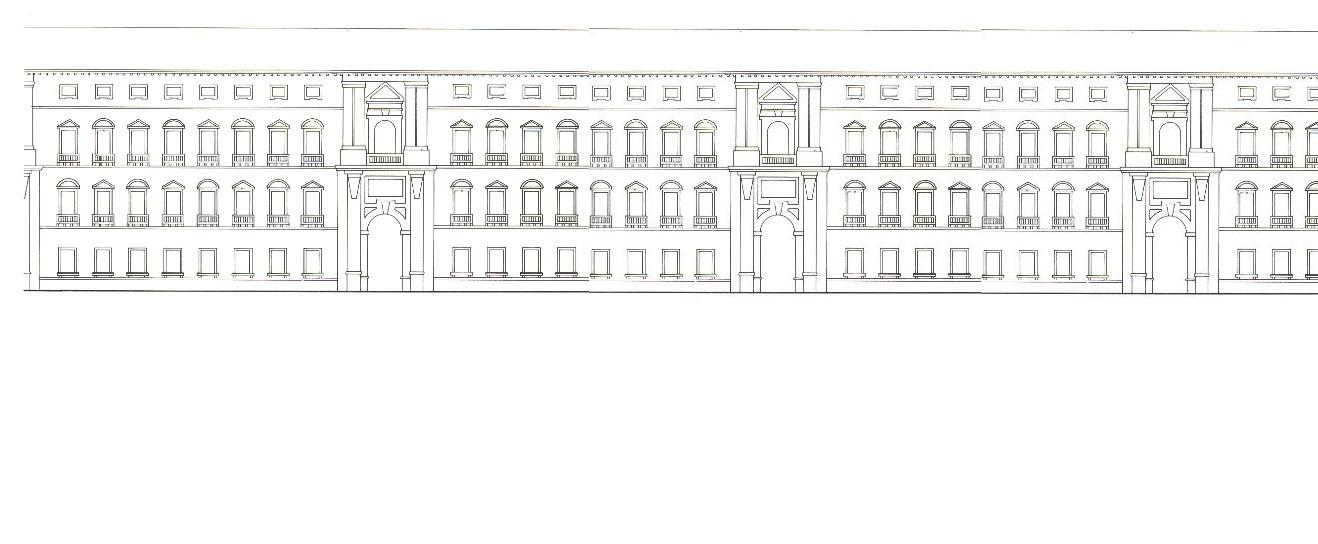
Palazzata
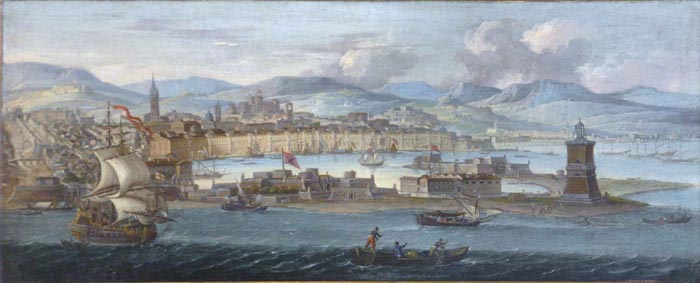
Palazzata
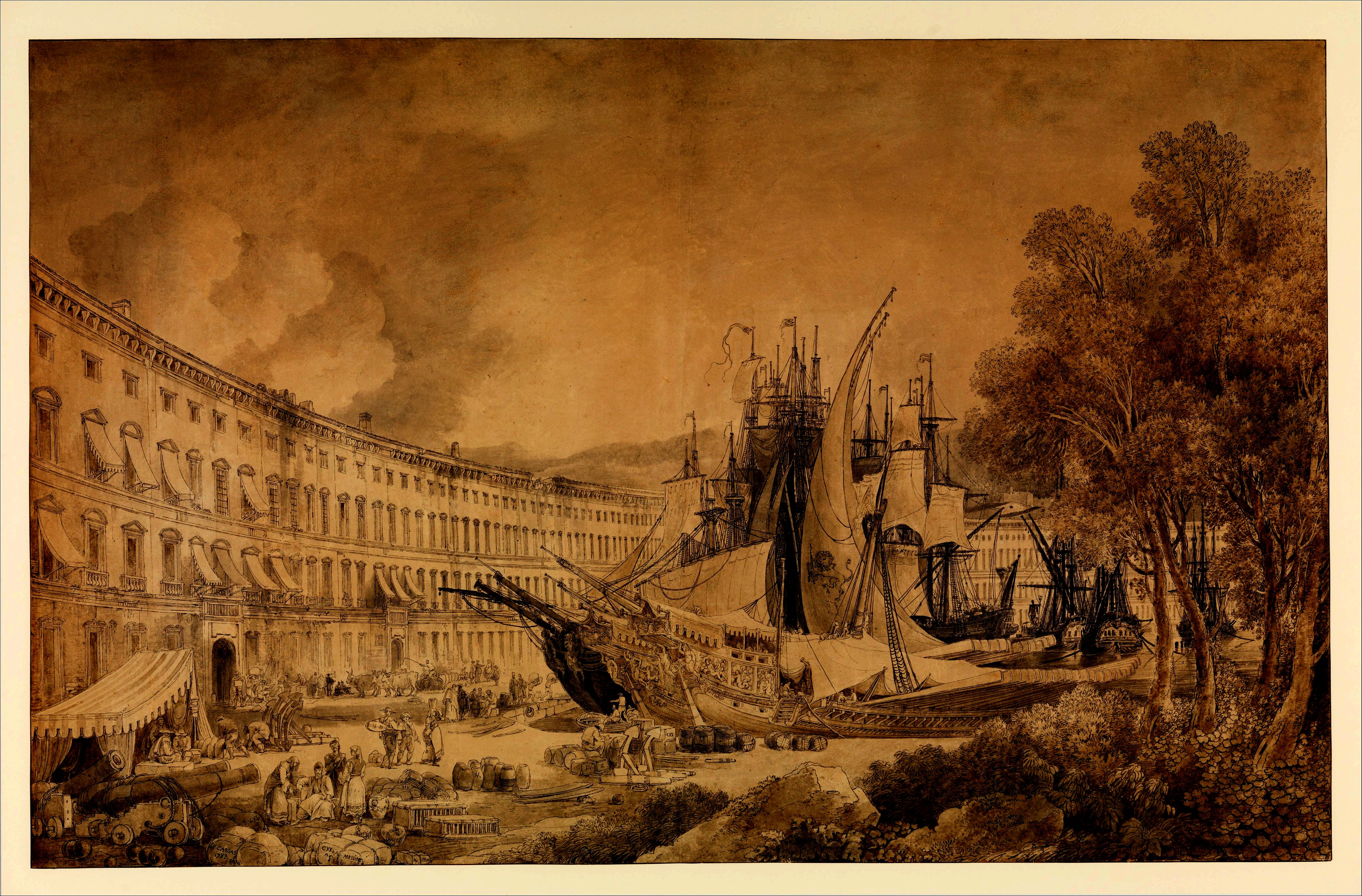
La Palazzata di Simone Gullì prima del Terremoto del 1783 in un dipinto di Louis François Cassas
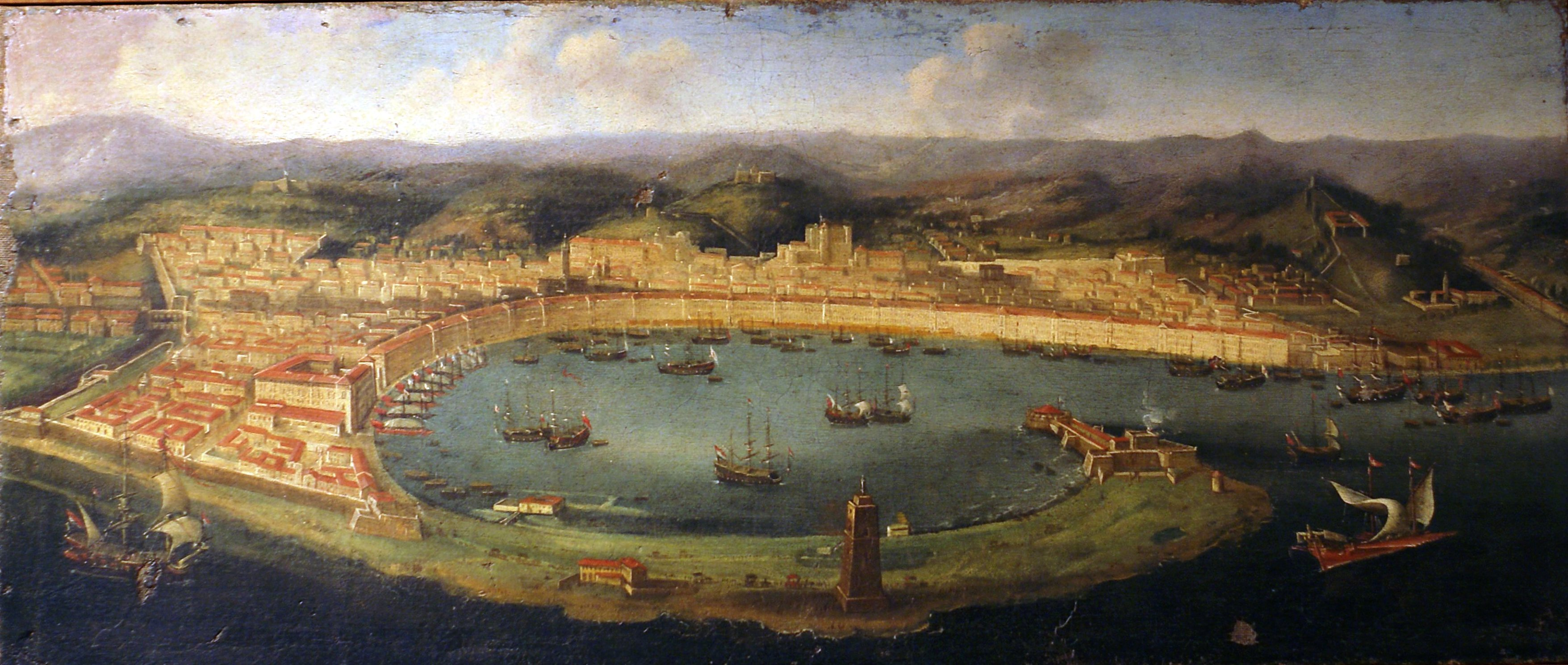
La Palazzata di Simone Gullì prima del Terremoto del 1783 in un dipinto di Abraham Casembroot.